# Karl Karafiat
Karl Karafiat (* 21. Oktober 1866 in Mährisch-Trübau; † 5. Januar 1929 in Teplice-Šanov) war ein böhmischer Geistlicher der römisch-katholischen Kirche, Denkmalpfleger, Museumskurator, Heimatforscher und Landeskundler.

## Leben
Er kam im Oktober 1866 in Mährisch-Trübau zur Welt, das damals etwa 5000 Einwohner hatte und zur Markgrafschaft Mähren zählte. Sein Vater Johann Karafiat arbeitete als Färber und Chemiker und seine Mutter Anna Heger war die Tochter eines Maschinenbauers. Karafiat besuchte zunächst das Staatsgymnasium in Trübau. Nach seinem Abschluss immatrikulierte er sich an der Universität Wien für ein Studium der Theologie und der Archäologie, das er schließlich in Leitmeritz beendete. Im Jahr 1891 wurde er zum Priester geweiht.
Anschließend war er bis 1901 als Kaplan und Gemeindeverwalter im Dorf Zeidler tätig, ehe er auf die Pfarrerstelle ins nahe Lobendau wechselte. Sieben Jahre später zog er 1908 nach Teplitz und wurde dort als Konservator der „Zentralkommission für Kunst und historische Denkmalspflege“ angestellt. Kurz darauf übernahm er nach dem Suizid Robert von Weinzierls (1855–1909) zusätzlich auch den Posten als Kustos für die Ur- und Frühgeschichte Nordböhmens am städtischen Regionalmuseum, den er bis 1920 innehatte, an. In dieser Funktion tat sich Karafiat als umtriebiger Heimatforscher hervor und publizierte zahlreiche Fachartikel in den Tätigkeitsberichten der Museumsgesellschaft sowie in anderen Zeitschriften. Darüber hinaus schrieb er auch – teils in nordböhmischen Mundarten – lyrische Texte.

## Publikationen (Auswahl)
- Teplitzer Frauengestalten aus verschiedenen Jahrhunderten. In: 3. Jahresbericht des öffentlichen Mädchen-Lyzeums in Teplitz-Schönau 1913/1914. Teplitz, 1914, 34 Seiten.
- In Freud und Leid. Mundartliches und Gereimtes. Selbstverlag, Leipa, 1911.